# ليو ريتشارد سميث
ليو ريتشارد سميث (بالإنجليزية: Leo Richard Smith)‏ هو كاهن كاثوليكي أمريكي، ولد في 31 أغسطس 1905 في Attica, New York ‏ في الولايات المتحدة، وتوفي في 9 أكتوبر 1963 في روما في إيطاليا بسبب مرض.